# 치잉
치잉(중국어 간체자: 齐迎, 정체자: 齊迎, 병음: Qí Yíng, 한자음: 제영, 1997년 1월 23일~)은 중화인민공화국의 사격 선수로 주 종목은 트랩이다.  2024년 하계 올림픽 남자 트랩 종목 은메달을 획득했다.